# DmC: Devil May Cry
DmC: Devil May Cry – przygodowa gra akcji z domieszką gatunku hack and slash wyprodukowana przez studio Ninja Theory i wydana przez firmę Capcom na platformy PlayStation 3, Xbox 360 oraz PC. Jest to piąta odsłona serii Devil May Cry, będąca jednocześnie rebootem. Pracę nad grą ogłoszono z końcem roku 2010 podczas Tokyo Game Show, informując jednocześnie graczy o zmianie kierunku, w jakim podąży najnowsza część. Gra została osadzona w alternatywnej rzeczywistości świata Devil May Cry. Tak jak w poprzednich częściach, fabuła skupia się na doświadczeniach Dantego, potomka demona Spardy. 
Nowy sposób przedstawienia serii DMC został zaproponowany przez Capcom, co było skutkiem między innymi zmiany konwencji gry z gotyckiego fantasy na współczesne czasy. Capcom pomagał również twórcy gry, Ninja Theory, w przeniesieniu rozgrywki, tak aby przypominała gry z poprzednich części serii. Początkowy odzew zarówno fanów, jak i większości branży był wyjątkowo negatywny, w związku ze zmianami dotyczącymi głównego bohatera. Mimo tego, ostatecznie DmC otrzymało wiele pozytywnych recenzji – recenzenci chwalili mechanikę gry, fabułę oraz ścieżkę dźwiękową.

## Fabuła
Akcja gry ma miejsce we współcześnie wyglądającym, fikcyjnym mieście, zwanym Limbo City, które, tak jak reszta świata, kontrolowane jest przez potężne demony. Manipulują one ludzkością między innymi poprzez media i specjalny napój Virility, które służą do ogłupiania społeczeństwa. Demony egzystują w równoległym świecie zwanym „Limbo”, do którego są w stanie wciągnąć pojedyncze jednostki. 
Główny protagonista, Dante, żyje w tym zindoktrynowanym świecie i jako jeden z niewielu zna prawdę o spisku demonów. Dzięki swojej niezwykłej sile i zwinności jest w stanie walczyć z tymi, co postanowili go ścigać. Mimo młodego wieku, Dante już wielokrotnie stawał w obliczu niebezpieczeństwa. Nauczył się odpierać ataki demonów i ukrywać przed skorumpowaną władzą. 
Opowieść rozpoczyna się w momencie, gdy po całonocnej imprezie w nocnym klubie Dante zostaje obudzony przez młodą, nieznaną mu wcześniej, dziewczynę imieniem Kat, dobijającą się do jego przyczepy campingowej. Ostrzega go, że został namierzony przez jednego z Łowców. Dante dość szybko zostaje wciągnięty do Limbo, gdzie przy pomocy Kat przedziera się przez tabuny demonów i zabija ścigającego go Łowcę. Kat okazuje się medium, które z ludzkiego świata potrafi komunikować się z Limbo. Po pokonaniu Łowcy, Kat zabiera Dantego do człowieka którego przedstawia jako swojego szefa.
W trakcie jazdy Kat wyjaśnia, że jest członkiem Zakonu, organizacji dowodzonej przez Vergila, która ma za zadanie ujawnienie światu prawdy o demonach i wyzwolenie świata. Vergil wyjaśnia Dantemu, że z jego pomocą Zakon może pokonać demony. Dante poznaje swoją przeszłość – on i Vergil są dziećmi Spardy i Evy, demona i anioła. Takie połączenie czyni ich Nefilimami, istotami będącymi w stanie zgładzić króla demonów Mundusa, którego niegdysiejszym sprzymierzeńcem był Sparda. Mundus czując się zagrożonym przez Nefilimów, zaatakował rodzinę zabijając Evę. Kilkuletnim wówczas chłopcom udało się przetrwać dzięki ojcu, który usunął ich wspomnienia, podarował każdemu broń (Dante otrzymał Rebelliona, a Vergil Yamato) i znalazł dla nich bezpieczne schronienie. Sparda został skazany na wieczne męki i wygnanie. Odzyskawszy wspomnienia, Dante jest zdecydowany, aby sprzymierzyć się z Vergilem i położyć kres panowaniu Mundusa.
Dante z pomocą Kat sabotuje działania Mundusa, który w odwecie atakuje siedzibę Zakonu. Dante, który w tym czasie był poza Zakonem, wraca i przekonuje się, że Kat i Vergil żyją. Braciom udaje się uciec przez Limbo, natomiast Kat zostaje brutalnie spacyfikowana przez oddział antyterrorystyczny i zostaje uprowadzona. By ją odzyskać, Dante porywa demoniczną konkubinę Mundusa, Lilith, która nosi jego dziecko. Oferuje wymianę – Kat za Lilith. W trakcie wymiany Vergil zabija Lilith i jej dziecko, co wywołuje strzelaninę i zmusza trójkę bohaterów do brawurowej ucieczki z miejsca wymiany. Kat obmyśla plan wdarcia się do głównej kwatery Mundusa, Silverstack Towers. Dante i Vergil dostają się do budynku i udaje mi się skonfrontować z Mundusem. Źródłem mocy Mundusa są Bramy Piekieł, portal umieszczony w jego biurze, łączący go z jego ojczystym światem. Mundus próbuje zabić Dantego, jednak Vergilowi udaje się zamknąć portal i atakuje Mundusa. Demonowi udaje się sformować nowe ciało z otoczenia – wykorzystuje do tego budynki, samochody i wszystko co napotka na ulicy, po czym ponownie atakuje braci. W końcu Mundus zostaje pokonany, przez co Limbo zapada się do realnego świata – demony zaczynają atakować zwykłych ludzi.
Pokonawszy Mundusa, Vergil wyznaje swoje prawdziwe zamiary – chce zawładnąć ludzkością. Dante jest temu przeciwny, przez co dochodzi do walki między nimi, z której zwycięsko wychodzi Dante. Kat błaga go, aby oszczędził swojego brata. Ostatecznie Vergil ucieka.
W DLC o tytule Upadek Vergila gracz wciela się w jego postać, poznając jego losy po ucieczce od Dantego. Vergil znajduje się w nieznanym wymiarze, gdzie idąc za głosem Evy podąża w stronę światła. Gdy dociera tam, zostaje zatrzymany przez iluzję Kat i Dantego, który ponownie przebija go mieczem. Zostaje uratowany przez swój cień i przeniesiony do miejsca gdzie musi walczyć, aby wyleczyć swoje rany. W trakcie podróży zabija iluzje. Odkrywszy potwora, którym się stał, pozostawia Evę opłakującą jego los. Staje się tym samym nowym królem demonów.

## Rozgrywka
Gracze wcielają się w rolę Dantego. Używając jego mocy i umiejętności w walce przeciwko napotkanym demonom, podróżują przez wymiar zwany „Limbo”. Tak jak w poprzednich grach z serii, Dante potrafi wykonywać combo przy pomocy swojego miecza, Rebelliona, oraz bliźniaczych pistoletów – Ebony i Ivory. Nowością w serii są dwa tryby, modyfikujące zdolności bohatera: tryb Anioła i tryb Demona. W trybie Anioła, miecz Dantego zamienia się w szybką broń Osiris, wyglądem przypominającą kosę lub w wystrzeliwane na znaczne odległości dyski, Aquila. Tryb Demona oferuje wolniejszą w działaniu, ale znacznie bardziej zabójczą broń: wielki topór Arbiter oraz ogniste pięści Eryx. Oba tryby modyfikują również sposób poruszania się Dantego przy pomocy specjalnych haków, używając anielskiego trybu, bohater przyciąga się. Natomiast w trybie diabelskim przyciąga do siebie zarówno wrogów, jak i elementy otoczenia. Do nowych umiejętności doszedł szereg uników, które można także wykorzystywać w sekcjach platformowych. Oprócz tego wraz z postępem gry odblokowywane są dwa kolejne rodzaje broni palnej: strzelba Revenant i quasi-granatnik Kablooey. Wszystko to można wykorzystywać w walce, łącząc ze sobą i tworząc efektowne kombinacje, które gra na bieżąco ocenia na podstawie liczby zadanych obrażeń i różnorodności ataków. Nie mogło zabraknąć również oryginalnego trybu Demona („Devil Trigger Mode”) z poprzednich części, nazwanego tutaj „Diabelskim Zawieszeniem”. Tryb ten powoduje spowolnienie akcji wokół bohatera i uniesienie otaczających go demonów w powietrze na czas trwania zawieszenia, zwiększoną siłę ataków oraz regenerację paska zdrowia.
Po zabiciu każdego przeciwnika, wypadają z niego białe oraz czerwone kule. Służą one za walutę: czerwone do zakupu przedmiotów wspomagających takich jak uzupełnienie/powiększenie paska zdrowia lub diabelskiego zawieszenia; białe zaś zamieniają się w punkty ulepszenia, które można wydać na naukę nowych umiejętności, zarówno postaci gracza, jak i jej broni. Gra zawiera 20 misji głównych (nie wliczając DLC), które można powtarzać w dowolnym momencie uzyskując lepsze oceny za ich ukończenie oraz odszukując ukryte w lokacjach klucze, drzwi do sekretnych misji i zagubione dusze. Po pierwszym przejściu gry odblokowywane są wyższe poziomy trudności, dodatkowe stroje oraz tryb „Krwawy Pałac”, w którym bohater pokonuje kolejne fale nadchodzących przeciwników w jak najkrótszym czasie. Gra zawiera również tryb szkolenia, gdzie można poćwiczyć nowo nabyte umiejętności oraz combo.

## Produkcja
Gra została oficjalnie ogłoszona przez Capcom na ich konferencji prasowej podczas Tokyo Game Show we wrześniu 2010 roku, potwierdzając tym samym wcześniejsze pogłoski z maja 2010 w magazynie Game Informer, według których piąta odsłona Devil May Cry miałaby zostać powierzona studiu Ninja Theory. Sztab japońskiego Capcomu przekazał zachodniej ekipie wytyczne, aby skierowali grę w nieco innym kierunku. Mimo że ich poprzedni tytuł, Devil May Cry 4, był komercyjnym sukcesem, Capcom chciał odświeżenia całej serii, widząc jak podobna taktyka w przypadku innych gier, przekłada się na lepsze wyniki sprzedaży.
Wybrali oni Ninja Theory, którzy zaimponowali im ich wcześniejszą grą, Heavenly Sword, której mechanika miała wpasować się w najnowszego Devil May Cry. Szef Ninja Thoery, Tameem Antoniades, stwierdził, że system walki jaki mają zamiar wprowadzić do DmC, pozwoli odseparować się im od stylu gier wypuszczanych przez studio Platinum Games, jak na przykład świetnie przyjęte Bayonetta. 
Platinum Games zostało tu wspomniane, ponieważ jest to studio developerskie, powstałe głównie z byłych pracowników Capcom, m.in. Hideki Kamiya'y, jednego z twórców pierwszej części Devil May Cry. Główny producent Ninja Theory, Alex Jones, chciał aby ich gra konkurowała z produktami Platinum Games, zarówno pod względem rozgrywki, jak i przedstawionej opowieści. Pomysł żyjącego miasta, pragnącego zabić graną przez nas postać na każdym kroku, dodał nowy, niewystępujący wcześniej element do serii Devil May Cry. Mechanizm miasta Limbo został zainspirowany poprzednimi częściami Devil May Cry, gdzie lokacje zostawały zamykane przez demoniczne siły, gdy Dante stawiał czoła kolejnym wrogom. Projektantka systemu walki, Rahni Tucker, stwierdziła, że w poprzednich częściach klasycznego Devil May Cry, nowi gracze mieli nieraz poważne problemy ze zrozumieniem wykonywania zaawansowanych combosów i technik z wykorzystaniem wielu broni. W związku z czym, zaprojektowała ona system bardziej przemawiający do nowych graczy, w którym mogliby oni wykonywać skomplikowane i efektowne combosy, jednocześnie oferujący rozgrywkę, która wciąż sprawiałaby przyjemność zaawansowanym graczom. 
Większość gry została ukończona w kwietniu 2012 wraz z pomocą Capcomu w kwestii systemu walki. Capcom nadzorował ten aspekt gry, pilnując aby grana postać odpowiednio czule reagowała na sterowanie oraz dodając nowe powietrzne combosy, niewidziane wcześniej w całej serii. Zespół developerski zawierał ponad dziewięćdziesięciu członków z czego blisko dziesięciu było z Capcomu. Hideaki Itsuno, jedna z osób odpowiedzialnych za Devil May Cry 2, Devil May Cry 3 oraz Devil May Cry 4, nadzorował całość projektu, a dwóch kolejnych członków Capcomu, Jones i Motohide Eshiro, przejęli rolę producentów. Chcieli wspomóc Ninja Theory w procesie powstawania DmC, sprawić aby grało się w nią w sposób podobny do poprzednich odsłon. Premiera wersji na PC została opóźniona kosztem szybszego wydania gry na konsole PlayStation 3 i Xbox 360. Ninja Theory planowało jednak, aby odsłona na komputery osobiste nastąpiła w jak najkrótszym czasie po wydaniu konsolowym. Zależało to od czasu w jakim wersja PC zostanie dokończona. Wszelkie spekulacje na temat drugiej grywalnej postaci, Virgila, zostały ucięte przez Jonesa, który stwierdził, że Dante będzie jedyną postacią, którą gracze będą mogli kontrolować. 
DmC jest pierwszym tytułem od Ninja Theory, napisanym przez Tameema Antoniadesa. Projekt postaci Dantego miał pozostać podobny do tego z poprzednich gier, ale Capcom powiedział zespołowi Ninja Theory, że muszą go całkowicie zmienić, tak aby przemawiał do nowego pokolenia. Podczas gdy oryginalny Dante został zaprojektowany z perspektywy japońskiej, nowy został stworzony z perspektywy zachodniej, w podobny sposób jak Zilla została stworzona na podstawie Godzilli. Ostateczny model Dantego został zainspirowany filmem Christophera Nolana, Mroczny Rycerz, jako że Tameem Antoniades stwierdził, że ich celem jest stworzenie bardziej realistycznej postaci. W wywiadzie opublikowanym w Official Xbox Magazine, Jones wyjaśnił, że otrzymał wiele gróźb śmierci w formie komiksów lub utworów metalowych z powodu kontrowersyjnej decyzji o zmianie kierunku serii. Antoniades odpowiedział na krytyczny odzew, twierdząc że nie mogą już zmienić projektu Dantego, bo jest zbytnio wpasowany w nowy świat gry jaki stworzyli. Pomimo tego, sama rozgrywka miała pozostać podobna do tej z poprzednich części Devil May Cry. W listopadzie 2011 roku został wypuszczony rozszerzony trailer oraz nowe grafiki koncepcyjne. W maju 2012, Capcom zapowiedział, że oczekują sprzedaży rzędu 2 milionów kopii przed końcem tego roku fiskalnego, bez podania daty wypuszczenia gry na rynek. Muzyka do gry została skomponowana przez dwie grupy, grające odmianę ciężkiej muzyki elektronicznej Combichrist, oraz dubstepowe Noisia. Grywalne demo zostało opublikowane 20 listopada 2012 roku.

## Zawartość do pobrania
Kilka dni po premierze gry na PC na wszystkie konsole zostało wydane pierwsze DLC w postaci dodatkowych strojów. Zawarte w paczce skórki, które można używać podczas głównej gry, to między innymi kostiumy z Devil May Cry 3: Dante’s Awakening – Dark Dante oraz Neo Dante. 
20 lutego 2013 zostało wydane drugie DLC pod nazwą Krwawy pałac. Był to darmowy dodatek w postaci trybu przetrwania, wrzucający gracza przeciwko 101 następujących po sobie falom przeciwników i bossów. Wraz z Krwawym pałacem wypuszczono pakiet skórek zmieniających wygląd broni, zawierający trzy różne motywy (złoty, kościany i samurajski) dla trzech typów broni (Arbiter, Osiris oraz Revenant). Paczka odblokowuje również trzy dodatki w postaci żniwiarki kul, wyszukiwarki przedmiotów i punktów usprawnień. Każdy z trzech motywów skórek był wcześniej dostępny jako specjalny DLC dla zamówień pre-order dla konsol Xbox 360 i PlayStation 3. 
6 marca 2013 zostało wydane czwarte DLC pt. Virgil's Downfall. Wprowadziło ono nowy tryb w menu głównym, dając nabywcom nową kampanię dla pojedynczego gracza z Virgilem w roli głównej. Virgil's Downfall posiada własny ranking, statystyki i kolekcję osiągnięć. Jest dostępne za darmo dla osób, które zamówiły grę przed jej premierą na Xbox 360 lub PlayStation 3.

## Sprzedaż
Capcom początkowo liczył na sprzedaż rzędu 2 milionów kopii gry pod koniec roku fiskalnego. Potem obniżył swoje przewidywania do 1,2 miliona. Na dzień 1 marca 2014 potwierdzono sprzedaż 1,5 miliona kopii. Capcom odnotował słabszą sprzedaż niż w przypadku poprzedniej części serii, Devil May Cry 4.